# Albert Amundson
Johan Albert Amundson, född den 13 april 1840 i Tossene socken, Göteborgs och Bohus län, död den 8 april 1920 på Stora Frösunda, Solna församling, var en svensk militär. Han var far till Karl och Torsten Amundson. 
Amundson blev elev vid Tekniska elementarskolan i Borås 1860 och vid Krigshögskolan å Marieberg 1865. Han avlade mogenhetsexamen 1861 och genomförde studieresor i utlandet 1877 och 1882. Amundson var anställd vid Statens järnvägsbyggnader 1861–1872, lärare vid Teknologiska institutet 1867–1869, stationsingenjör vid Bergslagernas järnvägar 1872–1875 och disponent vid Hudiksvalls mekaniska verkstad 1875–1879. Han blev löjtnant i Väg- och vattenbyggnadskåren 1869, kapten 1883, major 1899, överstelöjtnant 1904 och var överste i kåren 1906–1910. Amundson utförde under åren 1879–1889 en del stadsregleringsplaner, järnvägs- och hamnarbeten samt (på entreprenad) Finspång–Norsholms och Mellersta Hallands järnvägar, tunnelarbeten (för Saltsjöbadens järnväg), muddringar och slipanläggningar (i Sverige och Finland) samt byggde Svea och Göta livgardes kaserner i Stockholm. Han var arbetschef vid riksbyggnaderna på Helgeandsholmen från 1889 och ledamot i Ladugårdsgärdeskommissionen från 1905. Han var även verksam som kartograf. Amundson blev riddare av Vasaorden 1890 och av Nordstjärneorden 1903 samt kommendör av andra klassen av Vasaorden 1905. Han vilar på Norra kyrkogården i Uddevalla.